# Недєлін Митрофан Іванович
Митрофа́н Іва́нович Недє́лін (27 жовтня (9 листопада) 1902, Борисоглєбськ, Воронезька губернія — 24 жовтня 1960, Байконур) — радянський військовий діяч, Головний маршал артилерії (8 травня 1959). Герой Радянського Союзу (28 квітня 1945). Кандидат у члени ЦК КПРС у 1952—1960 роках.

## Життєпис

### Початок кар'єри
Походженням з шляхетського роду Недєліних (за іншою версією — з сім'ї робітників, що пояснює вибір початкової парафіяльної школи, де хлопець вчився в 1909-13). До 1917 вчився в Липецькому реальному училищі (імовірно, не скінчив, оскільки пізніше вчився у вечірній школі), далі працював у залізничних майстернях. В РСЧА березня 1920 по 1923, учасник Громадянської війни, червоноармієць. Член РКП(б) з 1924. Знов у РСЧА з 1924.
Закінчив артилерійські курси удосконалення командирського складу (1929 та 1934) та Академічні курси удосконалення командирського складу (1941).
В 1937—1939 брав участь в Громадянській війні в Іспанії.
З вересня 1939 по 1940 — командир 13-го артилерійського полку 1-ї мотострілецької дивізії, далі — начальник артилерії 160-й стрілецької дивізії.
В 1939—1940 — на Радянсько-фінській війні.

### Радянсько-німецька війна
З 30 квітня 1941 командир 2-ї протитанкової артилерійської бригади. Після її розформування у вересні 1941 — заступник начальника артилерії, начальник артилерії армії на Південному та Північно-Кавказькому фронтах (1941-43); заступник командира артилерії Північно-Кавказького фронту, командир артилерійського корпусу (1943); командир артилерії Північно-Західного та 3-го Українського фронту (1943-45). Генерал-полковник (1944),  Герой Радянського Союзу (1945).

### Повоєнні роки
По війні — командир артилерії Південної групи військ (1945—46), начальник штабу артилерії Збройних Сил (1946—48), начальник Головного артилерійського управління Збройних Сил (1948—50); заступник військового міністра СРСР з озброєнь(січень 1952 — квітень 1953).
В 1950-52 та з квітня 1953 по травень 1955 — Командир артилерії Радянської Армії.
З травня 1955 — заступник міністра оборони СРСР з питань спеціальних озброєнь та ракетної техніки, з грудня 1959 — одночасно головнокомандувач Ракетними військами стратегічного призначення; перший командувач, його ім'ям названий Ростовський Військовий Інститут РВСП в Ростові-на-Дону.
З 1952 — кандидат в члени ЦК КПРС. Депутат Верховної Ради СРСР 4-го та 5-го скликань.

### Смерть
Загинув 24 жовтня 1960 року на 41-му стартовому майданчику Байконура внаслідок вибуху ракети Р-16 під час випробувань. Усього загинули 74 особи і ще четверо померли внаслідок сильних опіків та отруєння парами гептилу. За свідченнями колишнього начальника космодрому Олександра Курушина, від маршала залишився тільки темний слід на асфальті біля ракети. Були знайдені плавлена Зірка Героя Радянського Союзу, один погон та наручний годинник.
Катастрофа була засекречена, офіційно вважався загиблим в авіакатастрофі. Похований в некрополі Кремлівської стіни на Червоній площі в Москві.

## Військові звання
- 13 травня 1942 — генерал-майор артилерії;
- 25 вересня 1943 — генерал-лейтенант артилерії;
- 3 квітня 1944 — генерал-полковник артилерії;
- 4 серпня 1953 маршал артилерії;
- 1959 — Головний маршал артилерії.

## Нагороди
Нагороджений п'ятьма орденами Леніна, чотирма орденами Червоного Прапору, орденами Суворова 1-й ступеню, Кутузова 1-й ступеню, Богдана Хмельницького 1-го ступені, Вітчизняної війни 1-го ступеню, орденом «Знак Пошани» та медалями, а також кількома іноземними орденами та медалями. Указом Президента РФ від 20 грудня 1999 разом із особовим складом бойового розрахунку ракети Р-16 нагороджений орденом Мужності.

## Пам'ять
- Пам'ятник-бюст в місті Байконур.
- Пам'ятник-бюст в місті Борисоглебськ.
- Іменем маршала названі вулиці Москви, Липецька, Щолково-7, Одінцово, Воронежа (Ленінський район), Мирного (Архангельська область), Одеси, Дніпра, Знаменська, Байконура, Углегорська, Тейкового, Первомайська Миколаївської області), Нальчика, Свободного (Свердловська область), ЗАТУ п. Сонячний (Красноярський край), Борисоглебська.
- На будівлі СОШ № 9 ім  М. І. Недєліна (Одінцово Московської області) встановлена пам'ятна дошка.
- Ростовський військовий інститут ракетних військ імені Головного маршала артилерії Недєліна М. І.
- Ім'я «Маршал Недєлін» мав корабель вимірювального комплексу Тихоокеанського флоту.
- Бліндаж Недєліна — один з командно-спостережних пунктів на 232 полігоні біля Яворова, Україна.
- На будівлі СОШ № 15 в Липецьку встановлена пам'ятна дошка
- На будівлі Борисоглебської СОШ № 5 в Борисоглебську Воронезької області встановлена пам'ятна дошка.
- Графіті на стіні будинку по вулиці Маршала Недєліна в Москві.
- Щорічно в День ракетних військ та артилерії в Росії покладаються вінки до урни з прахом у Кремлівської стіни.

## У кіно

### Документальне
- Л. Млечин. Советский космос: Четыре короля (2012).
- Документальний фільм «Тайны века. Байконур. Сгоревшие заживо».

### Художнє
- У телесеріалі «Space Race» (2005; Росія — США — ФРН — Велика Британія), присвяченому суперництва СРСР і США в космічній гонці, роль Митрофана Недєліна виконав британський актор Тім Вудвард[en].